# لامو (كينيا)
لامو، أو بلدة لامو وهي بلدة صغيرة في جزيرة لامو التي تعتبر جزءاً من أرخبيل لامو في كينيا. تعتبر مقر القيادة العامة لمقاطعة لامو، وتُعد موقعاً للتراث العالمي في اليونسكو. حالياً، تُعتبر لامو من أقدم البلدات المأهولة في كينيا، وكانت واحدة من المستوطنات السواحيلية الأصلية على طول سواحل شرق أفريقيا، تأسست عام 1370 ميلادية. تقع على بُعد 341 كيلومتر (212 ميل) عن طريق البر شمال شرق مومباسا.
تحتوي البلدة على قلعة لامو في الواجهة البحرية والتي بدأ بناؤها تحت عهد سلطان جزيرة بيتي «فومو ماضي بن أبي بكر»، واكتمل بناؤها بعد وفاته في أوائل القرن التاسع عشر. أيضاً لامو تعد موطنا لـ 23 مسجداً بما في ذلك مسجد الرياض الذي بُني عام 1900، وتحوي محمية للحمير أيضاً.

## التاريخ

### التاريخ المبكر
ُتعتبر بلدة لامو من أقدم البلدات المأهولة بشكل مستمر في كينيا، تأسست عام 1370 ميلادية، وكانت واحدة من المستوطنات السواحيلية الأصلية على طول سواحل شرق أفريقيا. واليوم، فإن الغالبية العظمى من سكان لامو هم من المسلمين. وقد وُثقت البلدة للمرة الأولى في الكتابة من قبل الرحالة أبو المحاسني الذي التقى قاضٍ من لامو في زيارة إلى مكة عام 1441 ميلادية.
عام 1505، غزا البرتغاليون لامو، مما اضطر ملك البلدة للتنازل بسرعة ودفع المال للحصانة. كان دافع الغزو البرتغالي هو السيطرة على التجارة على طول ساحل المحيط الهندي. لفترة طويلة، احتكرت البرتغال الشحن على طول ساحل شرق أفريقيا وفرضت ضرائب الصادرات على قنوات التجارة المحلية الموجودة مسبقاً. في التسعينات من القرن السادس عشر 1580ميلادية، وبدافع من الغارات التركية، قادت لامو تمرداً ضدّ البرتغاليين. وفي عام 1652، ساعدت عُمان في مقاومة السيطرة البرتغالية.

### العصر الذهبي
اعتبرت سنوات لامو كمحميّة عمانية خلال فترة أواخر القرن السابع عشر إلى أوائل القرن التاسع عشر علامة العصر الذهبي للبلدة، حُكمت لامو كجمهورية تحت مجلس شيوخ عُرف باسم يومب الذين حكموا من قصر في المدينة، ويوجد القليل من بقايا هذا القصر حتى هذا اليوم. خلال هذه الفترة، لامو أصبحت مركزاً للشعر، والسياسة، والفنون والحرف، وكذلك التجارة. تم إنشاء العديد من مباني هذه البلدة خلال هذه الحقبة على النمط الكلاسيكي المميز. بجانب ازدهار فنونها وتجارة حرفها اليدوية، أصبحت لامو مركزاً دراسياً وأدبياً. أحد الكُتّاب النساء الشاعرة ميوانا كيوبونا، والتي عُرفت بكتابها «المشورة بشأن مسوؤلية الزوجة» قد حصلت على مكانة عالية في لامو، أكبر مما كان عليه العرف في كينيا ذلك الوقت.
عام 1812 ميلادية، غزى جيش تحالف بيتي ميزوري خلال معركة شيلا، وأحاطوا بشيلا بمقصد أسر لامو وإكمال تشييد الحصن الذي قد بُدأ من قبل ولكن قمعها السكان المحليين بعنف في قواربهم على الشاطئ بينما كانوا يحاولون الفرار. خوفاً من هجمات مستقبلية. ناشدت لامو العمانيين لحامية البوسعيدي للعمل على الحصن الجديد، ولتساعد على حماية المنطقة من متمردي المزروعي على طول الساحل الكيني.

### الحقبة الاستعمارية
في منتصف القرن التاسع عشر الميلادي، أصبحت لامو تحت النفوذ السياسي للسلطان زنجبار. وادعى الألمان منطقة ويتولاند في جون سنة 1885. واعتبروا لامو منطقة ذات أهمية إستراتيجية ومكاناً مثالياً للقاعدة. من 22 نوفمبر سنة 1888 وحتى 3 من مارس سنة 1891، كان هنالك مكتب بريد ألماني في لامو لتسهيل التواصل داخل المحمية الألمانية في السلطنة. وقد كان مكتب البريد الأول الذي تم إنشاؤه على ساحل شرق أفريقيا. حتى هذا اليوم، يوجد متحف لمكتب البريد الألماني في لامو وقد خصص لذلك. عام 1890، سقطت كينيا ولامو تحت الحكم الاستعماري البريطاني. اكتسبت كينيا استقلالها السياسي عام 1963، على الرغم من أنه لا يزال تأثير الحكومة الكينية ضعيفاً في حين تواصل لامو التمتع بقدر من الحكم الذاتي المحلي.

### لامو الحديثة
عام 2010، تقرير عُنون بـ (إنقاذ تراثنا المتلاشي لصندوق التراث العالمي) حدد لامو كأكثر واحدة من 12 موقعاً من جميع انحاء العالم التي أحاطتها أضرار وشيكة وخسارة لا تعوض. نقلاً عن إدارة وتطوير كافيين للضغط كسبب رئيسي.
بينما وضعت عمليات الخطف لحركة الشباب الجهادية لامو خارج الحدود منذ سبتمبر 2011، ولكن في أوائل عام 2012 اعتبرت الجزيرة آمنة. وفي الرابع من أبريل 2012، رفعت وزارة الخارجية الأمريكية قيود السفر الموضوعة على لامو. ولكن في يوليو عام 2014 حدث هجومين على مقربة من لامو، والذي أعلنت حركة الشباب الجهادية مسؤوليتها عنه، وقد أدى إلى مقتل 29 شخصاً.

## الاقتصاد

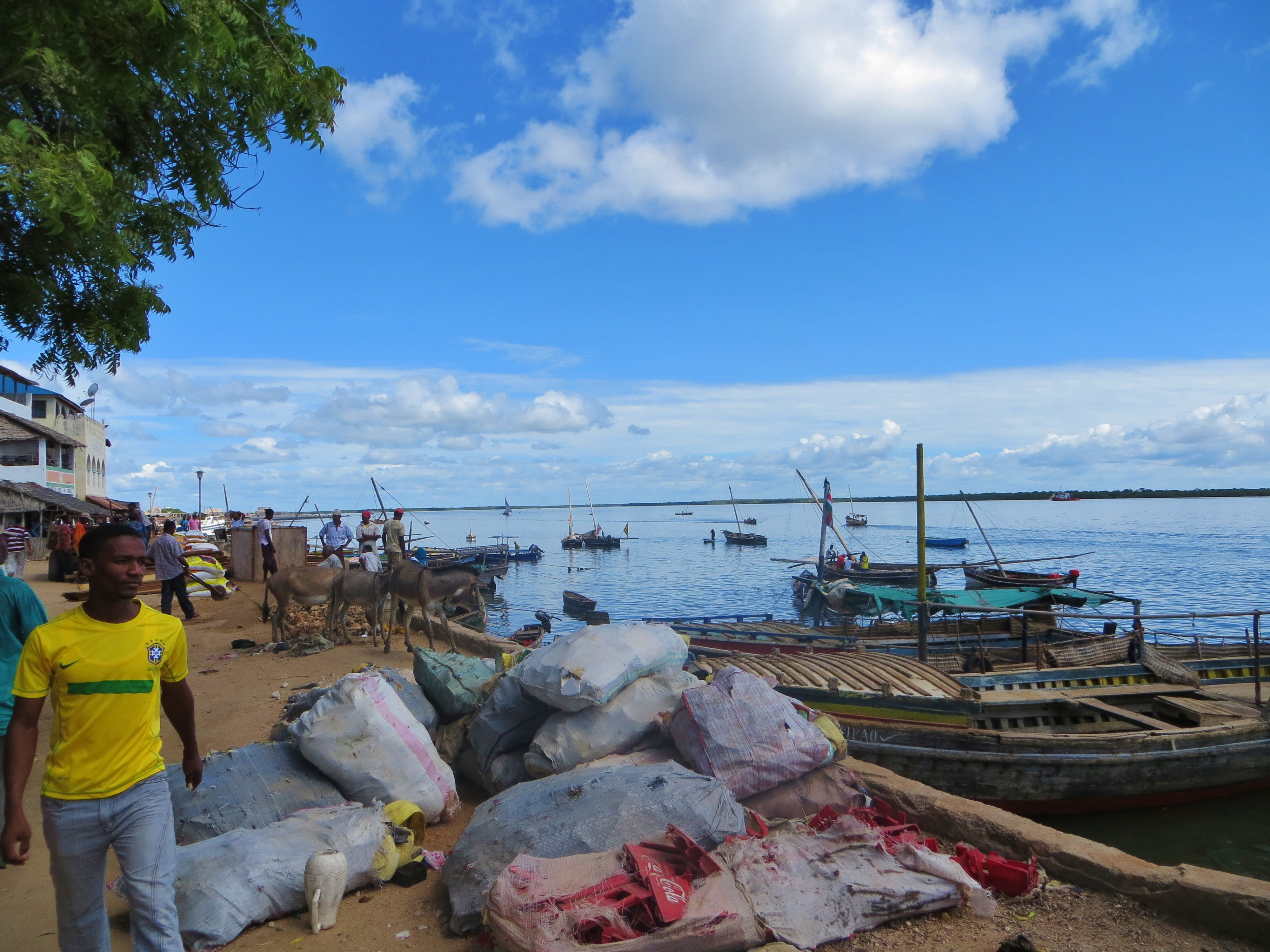
النشاط على الواجهة البحرية

اقتصاد لامو كان قائماً على تجارة العبيد حتى ألغيت عام 1907. اشتملت الصادرات التقليدية على العاج، والمنغروف، وهياكل السلاحف وقرون وحيد القرن. يتم شحنها عبر المحيط الهندي إلى الشرق الأوسط والهند.
بالإضافة إلى إلغاء الرقّ، وبناء سكة اوغندا الحديدية في عام 1901 (والتي بدأت من ميناء مومباسا المنافسة) أعاقت بشكل كبير اقتصاد لامو. في الآونة الأخيرة، السياحة رفعت الاقتصاد المحلّي تدريجياً وتلك هي الغاية المنشودة من السيّاح. ويشارك العديد من السكان المحليين في إعطاء برامج رحلات على الداو (قارب شراعي تقليدي) للسياح. ومن العناصر المشتركة في مكونات طعامهم: جوز الهند والمانجو والجريب فروت والمأكولات البحرية مثل سرطان البحر وجراد البحر.

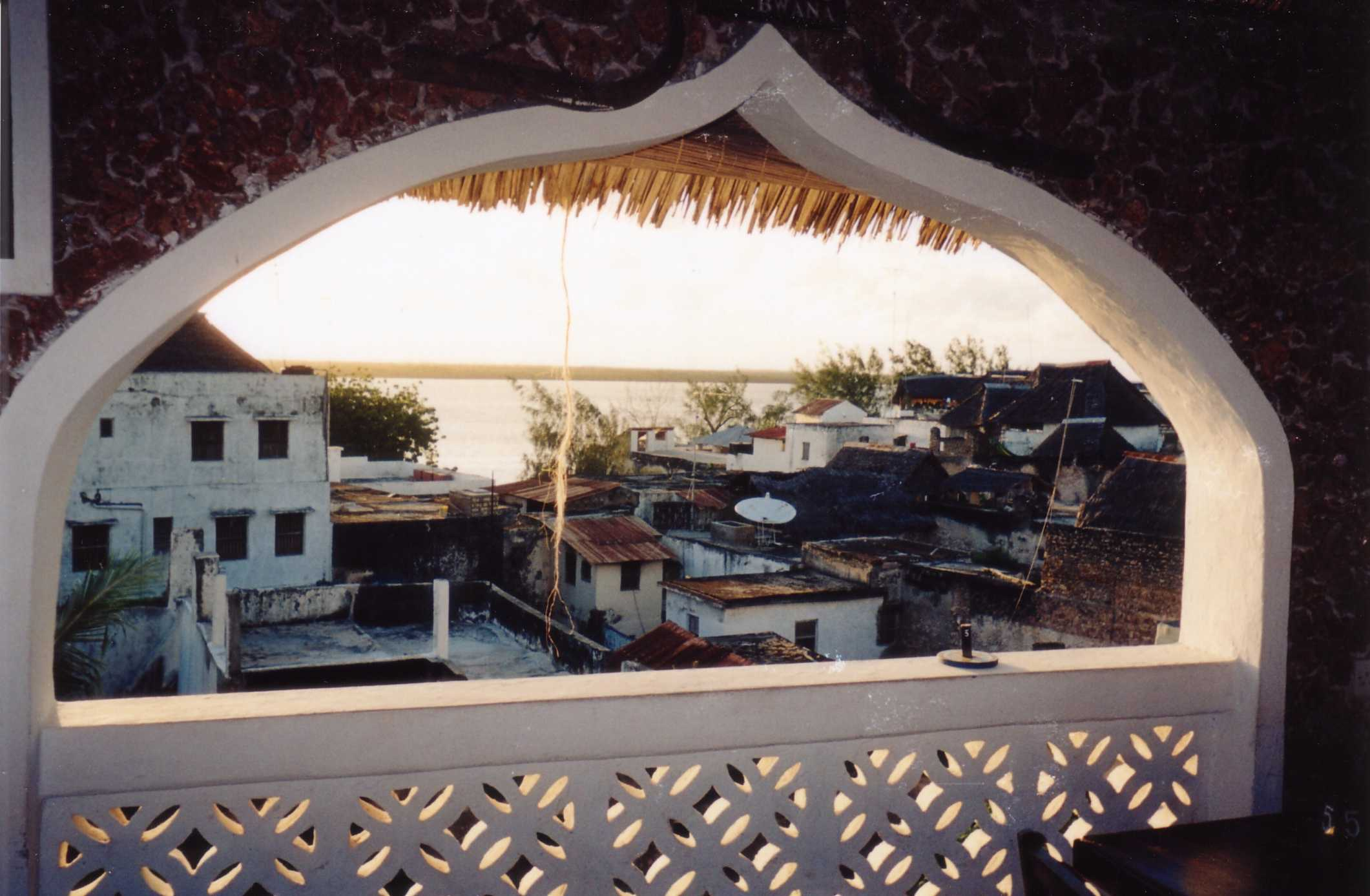
المنظر من فندق ستون هاوس

ويعد أقدم فندق في المدينة هو نُزُل بيتلي، ويقع على الواجهة البحرية. وهنالك فنادق أخرى وتشمل: أميريكان ريستورد آمو هاوس، فندق توينتي روم باهاري، فلل دودا، سويديش اوند جانيت هاوس، فندق قصر لامو، نزل بيتلي، وفندق نُزُل الـ13 غرفة من الحجر والذي تم تحويله من منزل في القرن الثامن عشر، وقد كان ي السابق منزلاً لتاجر بسقوف عالية على الواجهة البحرية. ولدى لامو مجتمع كبير من الحرفيين، بما في ذلك النجارين الذين ينطوون على بناء القوارب وزخرفة الأبواب والأثاث.
ويخدم البلدة المستشفى التابع لمقاطعة لامو الواقع بالجنوب من المركز الرئيسي. والتي تديره وزارة الصحة. أنشئ في السبعينات الميلادية، ويعدّ واحداً من أفضل المستشفيات تجهيزاً على الساحل الكيني.
وقد بدأت الصين دراسات جدوى لتحويل لامو إلى أكبر ميناء في شرق أفريقيا، وذلك كجزء من إستراتيجيتهم (سلسلة من اللؤلؤ).

## معالم بارزة
تأسست المدينة في القرن الرابع عشر، واحتوت على العديد من الأمثلة الرائعة للهندسة المعمارية السواحيلية. وقد اعتبرت المدينة القديمة على قائمة التراث العالمي أنها «أقدم وأفضل مستوطنة سواحيلية في شرق أفريقيا».
عدد سكان لامو متنوع عرقياً، لذلك كانت لامو على طرق التجارة العربية الرئيسية، ونتيجة لذلك، فإن عدد السكان المسلمين كبير إلى حد ما. وفيما يتعلق باحترام المسلمين هناك، فإن السياح يتوقع منهم أن لا يلبسوا ما قد يخلّ بذلك من سراويل قصيرة أو بيكينيات.
وهناك العديد من المتاحف، بما في ذلك متحف لامو، وهو موطن لقرن احتفالية الجزيرة وتسمى «سيوة». ويوجد متاحف أخرى ملتزمة بالثقافة السواحيلية والخدمة البريدية المحلية.

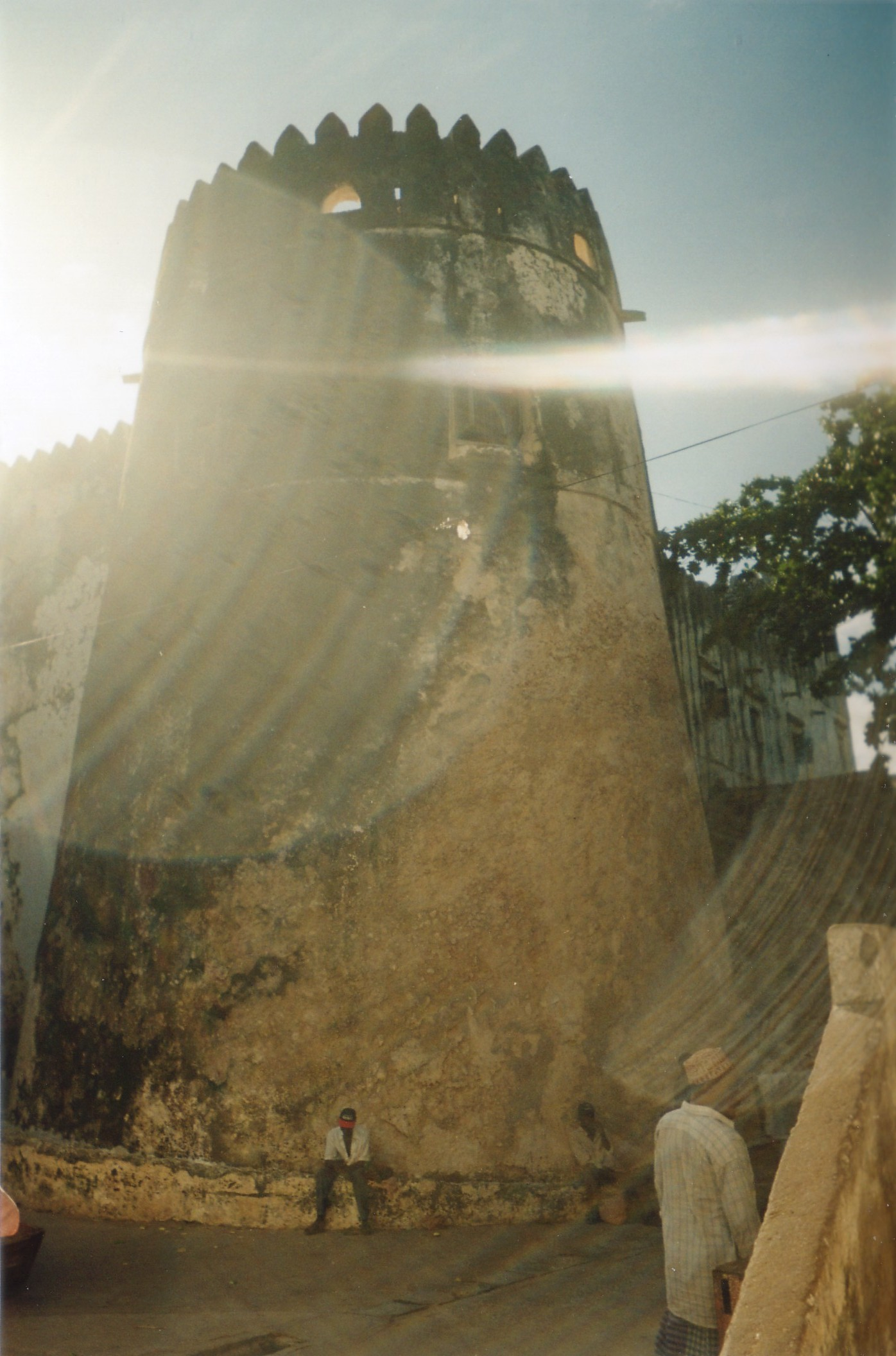
قلعة لامو

المباني البارزة في لامو تشمل:

### قلعة لامو
قلعة لامو تعتبر حصناً للبلدة، بدأ في بناءها سلطان جزيرة بيت، فومو مادي بن أبي بكر، والتي بناها على الواجهة البحرية لحماية أفراد حكومته التي لا تحظى بشعبية. توفي عام 1809 قبل الانتهاء من الطابق الأول من الحصن، وقد تم الانتهاء منه قبل 1820 في وقت مبكر.

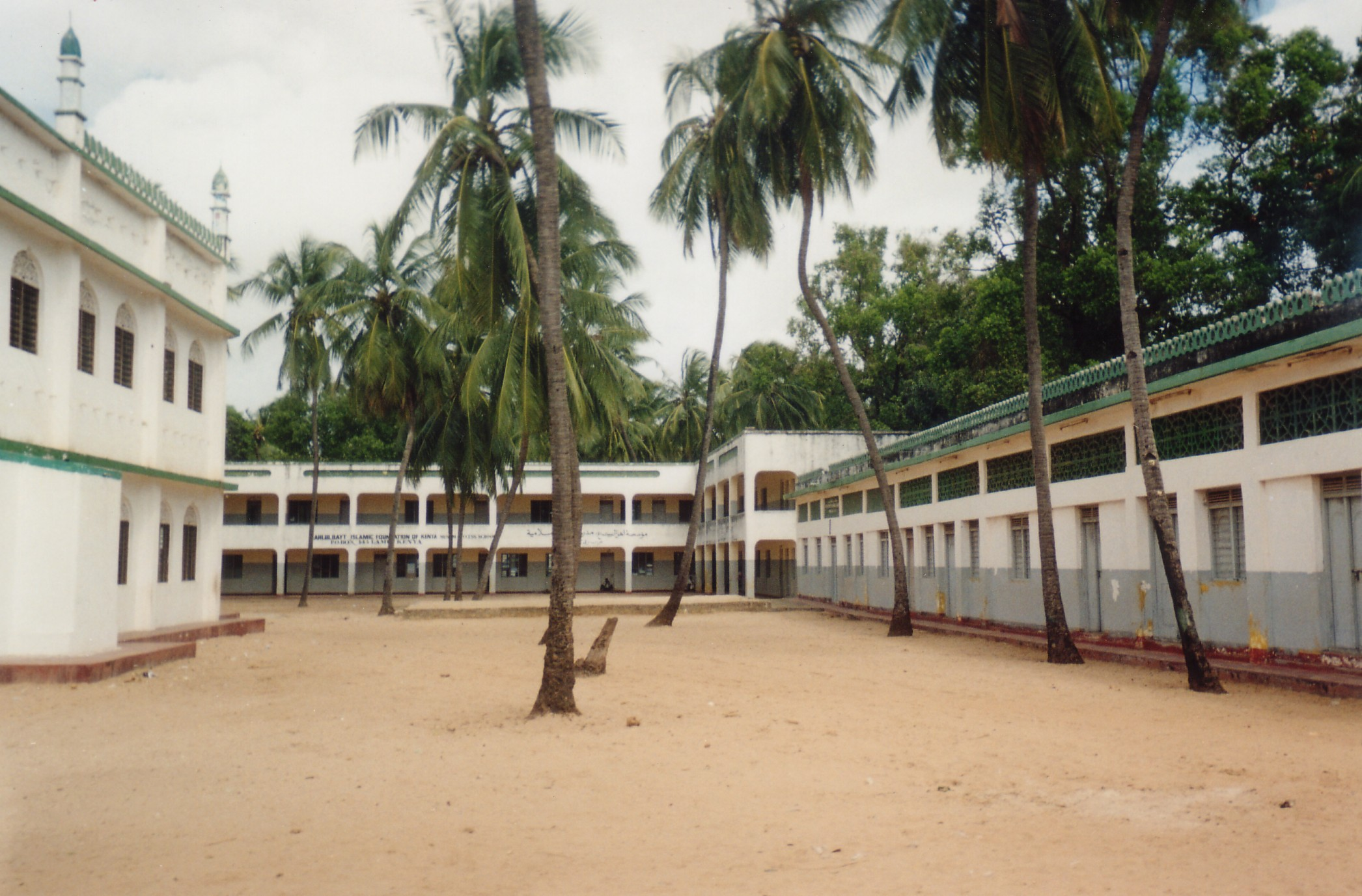
مسجد رياض

### المساجد

#### مسجد الرياض
الحبيب صالح، وهو هاشمي من عائلة لها روابط بحضرموت في اليمن. استقر في لامو عام 1880 وأصبح معلماً دينياً يحظى باحترام كبير، وقد حقق نجاحاً كبيراً في جمع الطلاب من حوله. وفي عام 1900 تم بناء مسجد الرياض وقدّم المولد الحبشي، حيث غنى طلابه مقاطع قصائد المولد يرافقها الدفوف. بعد وفاة الحبيب صالح عام 1935، استمر أبناؤه في المدرسة، والتي أصبحت واحدة من أكثر المراكز المرموقة للدراسات الإسلامية في شرق أفريقيا. المسجد يعدّ مركزاً لمهرجان المولد النبوي، والذي يقام كل سنة خلال الأسبوع الأخير من شهر ولادة النبي محمد. خلال هذا المهرجان، زوار من السودان والكونغو وأوغندا وزنجبار وتنزانيا ينضمون إلى السكان المحليين في الغناء بمحمد.

### محمية الحمير
بما أنه لا يوجد العديد من المركبات الآلية، ويتم النقل والأعمال الثقيلة الأخرى بمساعدة من الحمير، فهنالك ما يقارب 3000 حمار على سطح الجزيرة، وكان في أول زيارة للدكتورة اليزابيث سفندسن من محمية الحمار في انجلترا إلى لامو عام 1985، أبدت قلقها من ظروف الحمير هناك، وانشأت المحمية في عام 1987، والتي تقدم العلاج لجميع الحمير مجاناً.

## الثقافة
تعتبر لامو الموطن لمهرجان مولدي، والذي يعقد في يناير أو فبراير للاحتفال بمولد النبي محمد، ويضم مجموعة من الأنشطة من سباقات الحمير إلى الإبحار الشراعي ومسابقات السباحة.
أيضاً المهرجان الثقافي لامو، وهو كرنفال ملون عادةً ما يتم عقدة في الأسبوع الأخير من أغسطس، والذي يعرف منذ 2000 عاماً قد ضمّ الرقص التقليدي، والحِرف بما في ذلك تطريز الكوفية، والسباقات الشراعية.
جوائز الحمار، والتي تُعطى لأفضل الحمير تقام في مارس/أبريل.
أيضاً موسيقى المرأة في البلدة والتي هي من أشهرها، يقومون بأداء التشاكاتشا، وهي رقصة الزفاف. والرجال يقومون بأداء رقصة السيف وهي الهانزوا، وارتداء الكانزوس.
عُينت بلدة لامو القديمة كموقع للتراث العالمي باليونسكو في عام 2001، استناداً على ثلاثة معايير:
- هندسة لامو المعمارية وبنيتها الحضرية تثبت بوضوح التأثيرات الثقافية التي أتت معاً هنا نتيجة عدة مئات من السنين من أوروبا، والعرب، والهند، واستخدام تقنيات السواحيلية التقليدية في إنتاج ثقافة مميزة.
- نمو وتراجع الموانئ على ساحل شرق أفريقيا، والتفاعل بين البانتو والعرب والفرس والهنود والأوروبيين يمثل مرحلة ثقافية واقتصادية كبيرة في تاريخ المنطقة.
- دورها التجاري الأول وجاذبيتها للعلماء والمعلمين أعطى لامو وظيفة دينية هامّة في المنطقة والتي تُحافظ عليها حتى يومنا هذا.

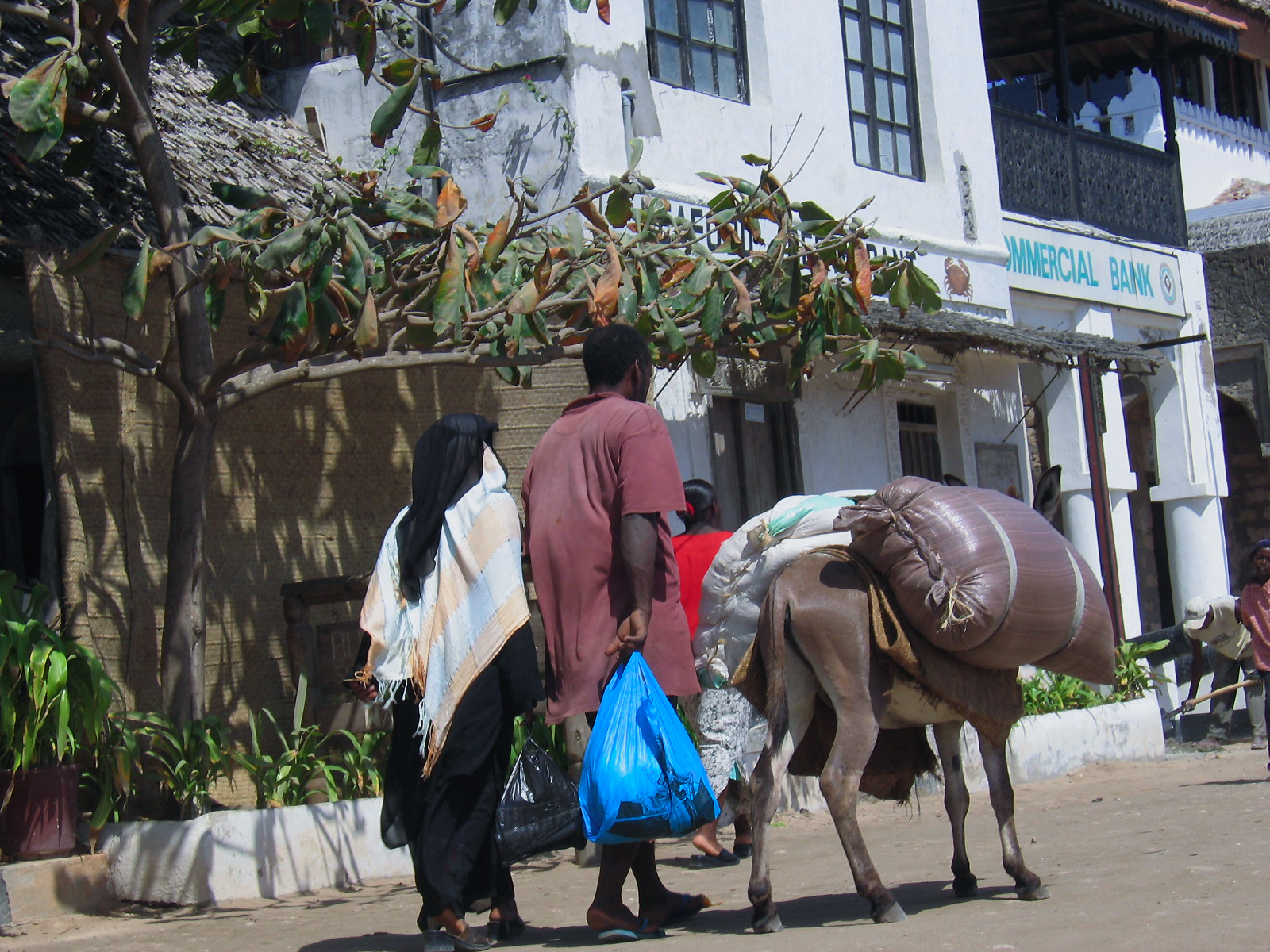
محلّيون يستخدمون حماراً للتنقل

## النقل
في عام 2011، قُدمت اقتراحات لبناء ميناء في المياه العميقة والذي سيكون له قدرات أكبر بكثير من حيث عمق المياه، وعدد من المراسي، والقدرة للسفن قبل أن تصل وتغادر في نفس الوقت من الميناء الرئيسي للبلاد في مومباسا.

## الثقافة الشعبية
أغنية «لامو» والتي غناها المغني المسيحي مايكل سميث. في الأغنية، يشير سميث إلى لامو بأنها «مخبأ الجزيرة ... المكان الذي سيكون قريبا، ولادة جديدة من زوال الحياة ... حيث العالم لا يزال...». الأغنية تتحدث عن الهروب من مشاكل الحياة، والتي حتى عند هروبك منها فهي لا تزال موجودة.

## وصلات خارجية
- Lamu on Lamu.org - A Guide to Lamu Island
- Lamu on JamboKenya.com
- Lamu on Organization of World Heritage Cities
- UNESCO World Heritage Centre - Lamu Old Town
- Lamu Collection Page in Aluka
- MSN Map[وصلة مكسورة]
- Explore Lamu with Google Earth on صندوق التراث العالمي